# Inspektorat Graniczny nr 19
Inspektorat Graniczny nr 19 – jednostka organizacyjna Straży Granicznej pełniąca służbę ochronną na granicy polsko-czechosłowackiej w latach 1928–1939.

## Formowanie i zmiany organizacyjne
Rozporządzeniem Prezydenta Rzeczypospolitej Polskiej Ignacego Mościckiego z 22 marca 1928 roku, do ochrony północnej, zachodniej i południowej granicy państwa, a w szczególności do ich ochrony celnej, powoływano z dniem 2 kwietnia 1928 roku  Straż Graniczną.
Rozkazem nr 5 z 16 maja 1928 roku w sprawach organizacji Małopolskiego Inspektoratu Okręgowego dowódca Straży Granicznej gen. bryg. Stefan Pasławski zatwierdził dyslokację, granice i strukturę inspektoratu granicznego nr 19 „Nowy Zagórz”.
Jesienią 1929 roku po raz kolejny zreorganizowano inspektorat. Rozkaz dowódcy Straży Granicznej nr 7 z 25 września 1929 podpisany przez płk. Jana Jura-Gorzechowskiego nakazywał przenieść sztab inspektoratu do Krosna. Rozkazem nr 3/31 zastępcy komendanta Straży Granicznej płk. Emila Czaplińskiego z 5 sierpnia 1931 roku przeniesiono siedzibę inspektoratu z Krosna do Jasła. Inspektorat mieścił się w zniszczonym w 1944 roku budynku w Jaśle przy ul. Staszica 6.  29 maja 1937 został przeniesiony do nowego budynku przy ul. Wyspiańskiego 4.
Rozkazem nr 2 z 30 listopada 1937 roku w sprawach [...] przeniesienia siedzib i likwidacji jednostek, komendant Straży Granicznej płk Jan Gorzechowski przemianował  posterunek SG „Rzeszów” na placówkę II linii „Rzeszów”.
Rozkazem nr 2 z 8 września 1938 roku w sprawie terminologii odnośnie władz i jednostek organizacyjnych formacji, komendant Straży Granicznej nakazał zmienić nazwę Inspektoratu Granicznego „Jasło” na Obwód Straży Granicznej „Jasło”.
Rozkazem nr 2 z 16 stycznia 1939 roku w sprawie przejęcia odcinka granicy polsko-niemieckiej od Korpusu Ochrony Pogranicza na terenie Mazowieckiego Okręgu Straży Granicznej oraz przekazania Korpusowi Ochrony Pogranicza odcinka granicy na terenie Wschodniomałopolskiego Okręgu Straży Granicznej, komendant Straży Granicznej wydzielił z komendy Obwodu „Jasło” komisariat Straży Granicznej „Jaśliska” przydzielił do Obwodu SG „Sambor”.
Rozkazem nr 6 z 22 kwietnia 1039 roku w sprawach zmian organizacyjnych oraz działania Egzekutywy Komendy Głównej Straży Granicznej gen. bryg. Walerian Czuma do komisariatu wewnętrznego „Sandomierz” przydzielił placówkę II linii „Rzeszów”, którą to wydzielił z Komendy Obwodu „Jasło” i przemianował ją na posterunek wywiadowczy.
Rozkazem nr 13 z 31 lipca 1939 roku w sprawach [...] przeniesienia siedzib i zmiany przydziałów jednostek organizacyjnych, komendant Straży Granicznej wydzielił Obwód Straży Granicznej „Jasło”  z Zachodniomałopolskiego Okręgu Straży Granicznej i przydzielił go do Wschodniomałopolskiego Okręgu Straży Granicznej.

## Służba graniczna
Dowódca Straży Granicznej gen. bryg. Stefan Pasławski swoim rozkazem nr 5 z 16 maja 1928 roku w sprawach organizacji Małopolskiego Inspektoratu Okręgowego określił granice inspektoratu granicznego: od zachodu: placówka Straży Granicznej „Izby” wyłącznie, od wschodu: placówka Straży Granicznej „Ustrzyki Górne” włącznie. Rozkaz dowódcy Straży Granicznej nr 6 z 8 września 1928 podpisany przez mjr. Wacława Spilczyńskiego zmienił granicę inspektoratu: od zachodu − placówka Straży Granicznej „Tylicz” do wzgórza 794 wyłącznie, od wschodu − placówka Straży Granicznej „Wołosate” do wzgórza 1335 Halicz.  Był to odcinek karpackiej granicy od wzgórza Obidza na zachodzie, po wzgórze Pasika nad Jasielem na wschodzie. 
Sąsiednie inspektoraty
- Inspektorat Graniczny „Nowy Targ” ⇔ Inspektorat Graniczny „Stryj” − 1928

## Struktura organizacyjna

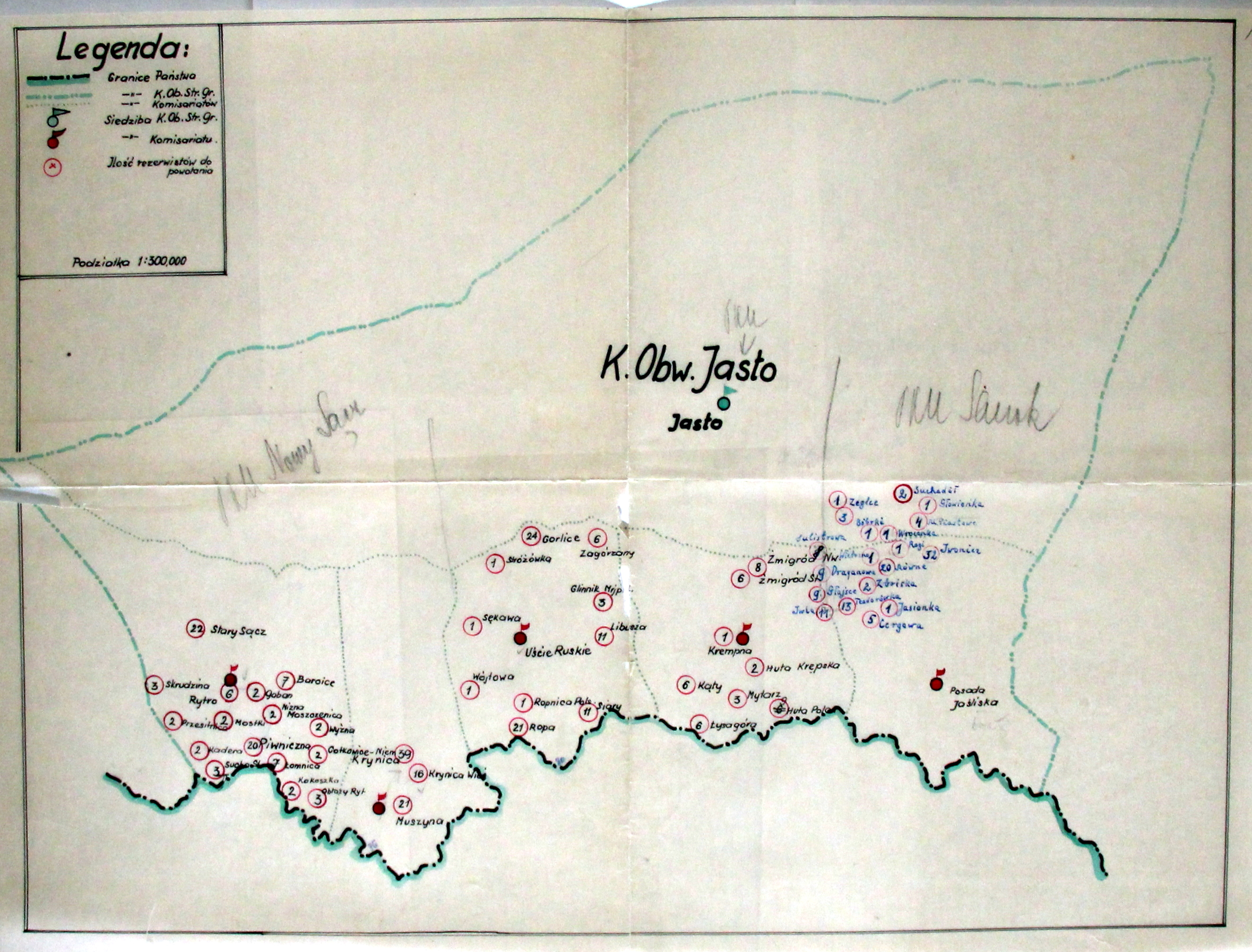
Szkic Obwodu SG „Jasło”

Organizacja inspektoratu w maju 1928:
- komenda − Nowy Zagórz
- komisariat Straży Granicznej „Gładyszów”
- komisariat Straży Granicznej „Jaśliska”
- komisariat Straży Granicznej „Baligród”
- komisariat Straży Granicznej „Dwernik”

Organizacja inspektoratu w 1931:
- komenda − Krosno
- Komisariat SG Piwniczna (34 km)
- Komisariat SG Muszyna (36 km)
- Komisariat SG Gładyszów (48 km)
- Komisariat SG Krempna (37,5 km)
- Komisariat SG Jaśliska (36 km)

Organizacja inspektoratu w 1935:
- komenda − Jasło
- komisariat Straży Granicznej „Piwniczna”
- komisariat Straży Granicznej „Muszyna”
- komisariat Straży Granicznej „Gładyszów”
- komisariat Straży Granicznej „Krempna”
- komisariat Straży Granicznej „Jaśliska”

Organizacja obwodu w 1938:
- komenda − Jasło
- komisariat Straży Granicznej „Rytro”
- komisariat Straży Granicznej „Krynica”
- komisariat Straży Granicznej „Uście Ruskie”
- komisariat Straży Granicznej „Krempna”
- komisariat Straży Granicznej „Posada Jaśliska”

## Kierownicy inspektoratu/ komendanci obwodu
| stopień     | imię i nazwisko         | okres pełnienia służby    | kolejne stanowisko |
| ----------- | ----------------------- | ------------------------- | ------------------ |
| nadkomisarz | Stanisław Materna       | 1931 - 17 X 1932          | zwolniony ze SG    |
| nadkom. SG  | Zdzisław Ruciński       |                           |                    |
| nadkom.     | Edward Karol Okulski??? | 10 V 1938 ? – 17 VII 1939 |                    |
| nadkomisarz | Tadeusz Zieliński       | 15 II 1939 -              |                    |
| nadkomisarz | Edward Okulski          | 17 VII 1939 -             |                    |